# Oliver Wood (ciclista)
Oliver Wood (Wakefield, 26 de noviembre de 1995) es un deportista británico que compite en ciclismo en las modalidades de ruta y pista.
Participó en dos Juegos Olímpicos de Verano, obteniendo una medalla de plata en París 2024, en la prueba de persecución por equipos (junto con Ethan Hayter, Daniel Bigham, Charlie Tanfield y Ethan Vernon), y el séptimo lugar en Tokio 2020, en la misma prueba.
Ganó seis medallas en el Campeonato Mundial de Ciclismo en Pista entre los años 2019 y 2024, y once medallas en el Campeonato Europeo de Ciclismo en Pista entre los años 2016 y 2024.

## Medallero internacional
| Juegos Olímpicos   | Juegos Olímpicos         | Juegos Olímpicos  | Juegos Olímpicos        |
| Año                | Lugar                    | Medalla           | Competición             |
| ------------------ | ------------------------ | ----------------- | ----------------------- |
| 2024               | París (Francia)          | Medalla de plata  | Persecución por equipos |
| Campeonato Mundial |                          |                   |                         |
| Año                | Lugar                    | Medalla           | Competición             |
| 2019               | Pruszków (Polonia)       | Medalla de plata  | Persecución por equipos |
| 2021               | Roubaix (Francia)        | Medalla de bronce | Persecución por equipos |
| 2022               | Saint-Quentin (Francia)  | Medalla de oro    | Persecución por equipos |
| 2022               | Saint-Quentin (Francia)  | Medalla de plata  | Madison                 |
| 2023               | Glasgow (Reino Unido)    | Medalla de plata  | Madison                 |
| 2024               | Ballerup (Dinamarca)     | Medalla de plata  | Persecución por equipos |
| Campeonato Europeo |                          |                   |                         |
| Año                | Lugar                    | Medalla           | Competición             |
| 2016               | Saint-Quentin (Francia)  | Medalla de bronce | Persecución por equipos |
| 2018               | Glasgow (Reino Unido)    | Medalla de bronce | Persecución por equipos |
| 2018               | Glasgow (Reino Unido)    | Medalla de bronce | Madison                 |
| 2019               | Apeldoorn (Países Bajos) | Medalla de bronce | Persecución por equipos |
| 2019               | Apeldoorn (Países Bajos) | Medalla de bronce | Ómnium                  |
| 2020               | Plovdiv (Bulgaria)       | Medalla de bronce | Scratch                 |
| 2021               | Grenchen (Suiza)         | Medalla de bronce | Persecución por equipos |
| 2022               | Múnich (Alemania)        | Medalla de bronce | Persecución por equipos |
| 2023               | Grenchen (Suiza)         | Medalla de oro    | Scratch                 |
| 2023               | Grenchen (Suiza)         | Medalla de plata  | Persecución por equipos |
| 2024               | Apeldoorn (Países Bajos) | Medalla de oro    | Persecución por equipos |

1. 1 2 3 4  Compitió en la ronda de clasificación.